# ゲオルク・カスパー・ヴェッカー
ゲオルク・カスパー・ヴェッカー（Georg Caspar Wecker 1632年4月2日 受洗 - 1695年4月20日）は、ドイツのオルガニスト、作曲家。ニュルンベルク楽派に属し、ヨハン・パッヘルベルの最初の師の1人として最も記憶されている。
ヴェッカーはニュルンベルクに生まれ、生涯をこの町で過ごした。彼に最初の音楽の手ほどきを行ったのは父のヨハンであり、ヴェッカーは15歳になる頃には教会のオルガンの演奏を許可される腕前となっていた。1651年以降、聖ワルプルク教会のオルガニストを務め、その後1654年にはフラウエン教会のオルガニストに就任した。4年後、パウル・ハインラインの後任としてエジディーン教会のオルガニストに任用されるが、この3番目のポストは市内のオルガニストとしては最重要の役職であった。ここで28年間務めたヴェッカーは、ハインラインの死去に伴い1686年に再び彼の跡を継ぐ形で、当時ニュルンベルクの主要な教区教会であった聖ゼバールト教会の職を得る。1695年にこの世を去るまでこの職に留まったヴェッカーの跡を継いだのは、ヨハン・パッヘルベルであった。
ハインリヒ・シュヴェンマーと共に名高い教育者であったヴェッカーは、17世紀のニュルンベルクにおける師弟関係の伝統を伝える重要な役割を果たした。ヨハン・エラスムス・キンダーマンの弟子であった彼は、ヨハン・クリーガーとパッヘルベルに鍵盤楽器演奏と作曲法を伝授したのである。現存するヴェッカーの作品は多くない。数曲のカンタータ、40曲あまりの歌曲と鍵盤楽器のためのフーガが今に伝えられる。